# Wang Xiangzhai
Wang Xiangzhai 王薌齋 (cinese) (Shenxian, 24 novembre 1885 – Tientsin, 12 luglio 1963) è stato un insegnante cinese fondatore dell’Yiquan.
Wang Xiangzhai (王芗斋), zi Yuseng (宇僧), chiamato Zhenghe (政和), ma anche conosciuto come Nibao (尼宝), nella vecchiaia venne soprannominato Maodun Laoren (矛盾老人, vecchio uomo bastian contrario).

## La Vita
Wang Xiangzhai è nato nel 1885 nel villaggio Weijialincun (魏家林村), nell'area amministrativa di Shenxian (深县), nella provincia di Hebei. Nel 1894, a nove anni, entra nella scuola di Xingyiquan di Guo Yunshen (郭云深). Nel 1907 si trasferisce a Pechino e viene assunto dall'esercito. Nel 1913 inizia ad insegnare arti marziali. Nel 1918 lascia tutti i suoi impegni ed intraprende un viaggio attraverso la Cina.
Visita il Tempio Shaolin ed in particolare riceve gli insegnamenti nello Xinyiquan (心意拳) da parte del bonzo Henglin. Dopo aver trascorso un lungo periodo di tempo con questo monaco, Wang riprese il suo viaggio recandosi in Hubei, Hunan e Fujian. Durante il tragitto frequenta e si confronta con numerosi maestri dei differenti stili. Nel 1923, in Fujian, conosce Fan Yongcang (方永苍), che appartiene ad una famiglia di praticanti di Zonghequan (纵鹤拳, un ramo dell'Hequan). Più tardi, nuovamente in Hunan, nella città di Henyang si incontra con il maestro Xie Tiefu (解铁夫), praticante anch'egli di Xinyiquan (心意拳), che Wang trovò superiore sia nel combattimento a mani nude che in quello con le armi. Questo incontro sarà fondamentale, infatti Wang Xiangzhai scrive: “Dopo il Signor Guo Yunshen, io fui ancora profondamente influenzato dal maestro Xie Tiefu”. Nel 1925 incontra Huang Muqiao (黄慕樵) da cui apprese la Danza per la Salute (健舞, Jianwu). Nel corso dello stesso anno ritorna a Pechino. Nel 1926 inizia a sviluppare la sua scuola che chiama Yiquan (意拳).  Trasferitosi a Tianjin si lega in amicizia a Zhang Zhaodong, che gli presenta numerosi allievi quali Zhao Enqing, Zhang Entong (張恩桐) e Zhao Fengyao.
Nel 1928 è a Shanghai dove diventa amico di Wu Yili (吴翼翬), un insegnante di Xinyi Liuhe Bafaquan (心意六合八法拳), e dove fonda la Yiquanshe (意拳社, associazione di Yiquan) che è frequentata da molti personaggi quali Gao Chendong (高 掁 東), Bu Enfu (卜恩富), ecc.
Nel 1935, Wang Xiangzhai assieme a Han Xingqiao (韓星橋), Zhang Entong e Bu Enfu, ritorna a Shenxian, mentre Han Xingyuan (韓星垣) continua ad occuparsi della scuola di Shanghai.
Nel 1937 Wang è nuovamente a Pechino dove insegna Yiquan. Sempre nello stesso anno viene sfidato da un celebre maestro locale, Hong Xuru, che Wang sconfisse clamorosamente ottenendo che gli allievi di quest'ultimo passassero nella quasi totalità sotto il suo insegnamento. In questo periodo Wang differenziò l'insegnamento in due corsi uno dedicato al combattimento, l'altro alla salute (Yangsheng).
Nel 1939 nei quotidiani Shibao (實報) e Xinminbao (新民報), Wang Xiangzhai invita i praticanti di tutte le arti marziali a venire ad incontrarlo per scambiare i loro punti di vista e per scoprire l'Yiquan. In questi anni viene forgiato il nome Dachengquan (大成拳) ad opera di due ammiratori del maestro Wang: Qi Zhenlin e Zhang Yuheng (张玉衡).
Nel 1941 Wang assegna dei nuovi nomi ai propri allievi che ritiene siano pervenuti alla vera arte del combattimento: Han Jiao; Bu Enfu; Zhang Entong; Zhao Fengyao; Zhao Enqing ed Yao Zongxun. Partendo dal testo “Il giusto principio dell'Yiquan”, Wang ha redatto il Quandao Zhongshu (拳道中枢, il perno centrale della via del pugilato), l'opera che espone l'essenza della sua dottrina.
Nel 1949, probabilmente sotto la spinta del nuovo corso politico, abbandona l'insegnamento marziale ed approfondisce gli aspetti salutistici e terapeutici della propria arte.
Nel 1963 muore nella città di Tianjin.

## Scritti
Wang Xiangzhai ha pubblicato numerosi articoli e libri:
- Quandao Zhongshu (拳道中枢);
- Yiquan Zhenggui (意拳正轨);

e, tradotto in italiano:
- Yi quan, introduzione e note di Stefano Pernatsh, 2006 luni editrice, Firenze

## Allievi
Questo è un elenco parziale dei suoi allievi:
Zhou Ziyan (周子炎); Gao Zhendong (高振东); Zhao Daoxin (赵道新); Zhang Entong (张恩桐); Han Xingqiao (韩星樵); Zhang Changxin (张长信); Bu Enfu (卜恩富); Han Xingyuan (韩星垣); Hong Lianshun (洪连顺); Yao Zongxun (姚宗勋); Dou Shiming (窦世明); Li Yongzong (李永宗); Zhao Fengyao (赵逢尧); Prof.Yu Yong Nian; ecc.